# Thorkild Roose (dokumentarfilm)
Thorkild Roose er en portrætfilm fra 1949 om skuespilleren Thorkild Roose instrueret af Torben Anton Svendsen.

## Handling
Optagelserne viser Roose som Mefistofeles i "En sjæl efter døden" (J. L. Heiberg), som Delescluze i "Nederlaget" af Nordahl Grieg, og som kardinal Gonzaga de Castro i "Kardinalernes middag" (Julio Dantas)